# Microtus afghanus
Microtus afghanus (афганська полівка) — вид гризунів родини Cricetidae. Зустрічається в південно-центральній Азії.

## Характеристики
Афганська полівка має невелике, кремезне тіло, тупу, округлу морду і закруглені вуха. Забарвлення змінюється в діапазоні від блідо-жовто-вохристого до сірувато-жовтого. Короткий хвіст подібного кольору, а нижня частина тіла кремово-сіра. Для цього виду характерний диплоїдний набір хромосом (2n=58). Довжина тіла 110 міліметрів, хвоста 30 міліметрів.

## Розповсюдження
Цей вид широко поширений у напівпустелях, степах і гірських районах південного Туркменістану, південного Узбекистану, північно-східного Ірану, Таджикистану та центрального Афганістану, де він був зареєстрований на висоті до 3400 метрів.

## Екологія
Ця полівка віддає перевагу перелогам і сухим землям, грубим лукам і чагарникам. Харчується в основному зеленими частинами рослин, але також харчується насінням, плодами, квітами та корінням. Зберігає запаси їжі до 4,5 кілограмів на зиму. Це колоніальний вид і утворює складні нори. Вони можуть займати 180 квадратних метрів з кількістю вхідних отворів від 20 до 145 і кількістю полівок від чотирьох до десяти особин. Розмноження відбувається восени, взимку і навесні з перервою під час літньої посухи. Розміри посліду коливаються від одного до десяти, а в деякі роки чисельність популяції може значно збільшуватися.